# Monika Ekstrand
Monika Ekstrand (* 2. Mai 2007) ist eine US-amerikanische Tennisspielerin.

## Karriere
Ekstrand spielt bisher ausschließlich Turniere der ITF Women’s World Tennis Tour, auf der sie bislang zwei Titel im Einzel gewann.
2024 qualifizierte sie sich im Mai für das Hauptfeld im Juniorinneneinzel der French Open, unterlag dort aber in der ersten Runde Laima Vladson mit 2:6, 6:2 und 1:6. Im Juniorinnendoppel trat sie mit ihrer Partnerin Thea Frodin an; die beiden verloren in der ersten Runde mit 4:6, 6:3 und [5:10] gegen Mayu Crossley und Antonia Vergara Rivera. Bei den US Open 2024 konnte sie sich abermals für die Hauptrunde im Juniorinneneinzel qualifizieren, verlor aber bereits in der ersten Runde knapp in drei Sätzen mit 6:1, 6:74 und 6:76 gegen Rossiza Dentschewa. Im Juniorinnendoppel erhielt sie mit Partnerin Mia Slama eine Wildcard für das Hauptfeld, die sie aber nicht nutzen konnten und mit 6:3, 3:6 und [5:10] gegen Jang Ga-eul und Gloriana Nahum bereits in der ersten Runde verloren.
2025 gewann sie Anfang April ihren ersten ITF-Einzeltitel beim W35 in Jackson.

### College Tennis
Ekstrand ist auf der Liste der 25 am besten beurteilten Nachwuchsspielerinnen für die College-Teams im Februar 2025. Sie hat eine mündliche Zusage gegeben, zukünftig für das Damentennisteam der Stanford Cardinals der Stanford University zu spielen.

## Turniersiege

### Einzel
| Nr. | Datum         | Turnier    | Kategorie | Belag | Finalgegnerin     | Ergebnis |
| --- | ------------- | ---------- | --------- | ----- | ----------------- | -------- |
| 1.  | 6. April 2025 | Jackson    | ITF W35   | Sand  | Ana Sofía Sánchez | 6:3, 6:4 |
| 2.  | 11. Mai 2025  | Boca Raton | ITF W35   | Sand  | Ayana Akli        | 6:2, 6:1 |